# Irving (Illinois)
Irving – wieś w Stanach Zjednoczonych, w stanie Illinois, w hrabstwie Montgomery.